# جمعیت هلال احمر عربی سوریه
جمعیت هلال احمر عربی سوریه (به عربی: الهلال الأحمر العربي السوري) یک سازمان بشر دوستانه مردمی ویک تیم کمکی خدمات پزشکی به ارتش سوریه در زمان جنگ می‌باشد.
دفتر مرکزی آن در دمشق، پایتخت سوریه واقع شده است.